# Ellenőr (napilap, 1848)
Az Ellenőr rövid életű politikai lap  volt Kolozsváron. Szerkesztette 1848. május 2-ától Kőváry László, július 23-ától Dózsa Dániel; kiadta Tilts János. Hetenként négyszer jelent meg kisívrét, egy íven; 1848. november 14-én megszűnt.